# 희미한 곰별자리
《희미한 곰별자리》(이탈리아어: Vaghe stelle dell'Orsa)는 1965년 개봉한 이탈리아의 드라마 영화이다. 루키노 비스콘티가 감독과 공동각본을 맡았다. 1965 베네치아 영화제 황금사자상 수상작이다.

## 출연

### 주연
- 클라우디아 카르디날레
- 장 소렐

### 조연
- 마이클 크레그
- 렌조 리치
- 프레드 윌리엄스
- 아말리아 트로이아니
- 마리 벨

## 기타
- 미술: 마리오 가르버글리아